# 659
659 (DCLIX) je bilo navadno leto, ki se je po julijanskem koledarju začelo na torek.

## Dogodki
- 1. januar

## Smrti
- Ašina Helu, zadnji kagan Zahodnega turškega kaganata (* ni znano)